# Wereldbeker biatlon 2009/2010
De IBU wereldbeker biatlon 2009/2010 is van start gegaan op 2 december 2009 in het Zweedse Östersund en eindigde op 28 maart 2010 in het Russische Chanty-Mansiejsk. Het hoogtepunt van het seizoen waren de Olympische Winterspelen 2010, die wedstrijden telden ook mee voor het wereldbekerklassement, dit in tegenstelling tot de sporten die onder de FIS-organisatie vallen. Tijdens het laatste wereldbekerweekend van het seizoen werd het wereldkampioenschap gemengde estafette georganiseerd.
De biatleet die aan het einde van het seizoen de meeste punten had verzameld was de eindwinnaar van de algemene wereldbeker. Ook per discipline werd een apart wereldbekerklassement opgemaakt. De Noor Emil Hegle Svendsen en de Duitse Magdalena Neuner wonnen de algemene wereldbeker.

## Mannen

### Kalender
| Datum                                                | Plaats           | Onderdeel                             | Eerste                                                                        | Tweede                                                                                     | Derde                                                                              |
| ---------------------------------------------------- | ---------------- | ------------------------------------- | ----------------------------------------------------------------------------- | ------------------------------------------------------------------------------------------ | ---------------------------------------------------------------------------------- |
| 03/12/2009                                           | Östersund        | 20 km individueel                     | Emil Hegle Svendsen                                                           | Tim Burke                                                                                  | Christoph Sumann                                                                   |
| 05/12/2009                                           | Östersund        | 10 km sprint                          | Ole Einar Bjørndalen                                                          | Emil Hegle Svendsen                                                                        | Tim Burke                                                                          |
| 06/12/2009                                           | Östersund        | 4 x 7,5 km estafette                  | Frankrijk Vincent Jay Vincent Defrasne Simon Fourcade Martin Fourcade         | Noorwegen Emil Hegle Svendsen Alexander Os Lars Berger Ole Einar Bjørndalen                | Oostenrijk Daniel Mesotitsch Simon Eder Dominik Landertinger Christoph Sumann      |
| 11/12/2009                                           | Hochfilzen       | 10 km sprint                          | Ole Einar Bjørndalen                                                          | Nikolaj Kroeglov                                                                           | Jevgeni Oestjoegov                                                                 |
| 12/12/2009                                           | Hochfilzen       | 12,5 km achtervolging                 | Emil Hegle Svendsen                                                           | Simon Eder                                                                                 | Ole Einar Bjørndalen                                                               |
| 13/12/2009                                           | Hochfilzen       | 4 x 7,5 km estafette                  | Oostenrijk Simon Eder Daniel Mesotitsch Dominik Landertinger Christoph Sumann | Rusland Ivan Tsjerezov Jevgeni Oestjoegov Nikolaj Kroeglov Maksim Tsjoedov                 | Duitsland Christoph Stephan Arnd Peiffer Michael Greis Simon Schempp               |
| 17/12/2009                                           | Pokljuka         | 20 km individueel                     | Christoph Sumann                                                              | Simon Fourcade                                                                             | Alexander Os                                                                       |
| 19/12/2009                                           | Pokljuka         | 10 km sprint                          | Ivan Tsjerezov                                                                | Dominik Landertinger                                                                       | Thomas Frei                                                                        |
| 20/12/2009                                           | Pokljuka         | 12,5 km achtervolging                 | Jevgeni Oestjoegov                                                            | Roland Lessing                                                                             | Simon Eder                                                                         |
| 07/01/2010                                           | Oberhof          | 4 x 7,5 km estafette                  | Noorwegen Halvard Hanevold Tarjei Bø Emil Hegle Svendsen Ole Einar Bjørndalen | Frankrijk Vincent Jay Vincent Defrasne Simon Fourcade Martin Fourcade                      | Duitsland Christoph Stephan Michael Greis Arnd Peiffer Simon Schempp               |
| 09/01/2010                                           | Oberhof          | 10 km sprint                          | Jevgeni Oestjoegov                                                            | Michael Greis                                                                              | Carl Johan Bergman                                                                 |
| 10/01/2010                                           | Oberhof          | 15 km massastart                      | Ole Einar Bjørndalen                                                          | Tim Burke                                                                                  | Tomasz Sikora                                                                      |
| 14/01/2010                                           | Ruhpolding       | 10 km sprint                          | Emil Hegle Svendsen                                                           | Ole Einar Bjørndalen                                                                       | Michael Greis                                                                      |
| 16/01/2010                                           | Ruhpolding       | 15 km massastart                      | Emil Hegle Svendsen                                                           | Jevgeni Oestjoegov                                                                         | Simon Eder                                                                         |
| 17/01/2010                                           | Ruhpolding       | 4 x 7,5 km estafette                  | Rusland Ivan Tsjerezov Anton Sjipoelin Maksim Tsjoedov Jevgeni Oestjoegov     | Noorwegen Halvard Hanevold Tarjei Bø Ole Einar Bjørndalen Emil Hegle Svendsen              | Oostenrijk Daniel Mesotitsch Friedrich Pinter Tobias Eberhard Dominik Landertinger |
| 21/01/2010                                           | Antholz          | 20 km individueel                     | Serhij Sednev                                                                 | Daniel Mesotitsch                                                                          | Alexis Bœuf                                                                        |
| 23/01/2010                                           | Antholz          | 10 km sprint                          | Arnd Peiffer                                                                  | Dominik Landertinger                                                                       | Christoph Stephan                                                                  |
| 24/01/2010                                           | Antholz          | 12,5 km achtervolging                 | Daniel Mesotitsch                                                             | Arnd Peiffer                                                                               | Dominik Landertinger                                                               |
| Olympische Winterspelen 2010 - Whistler Olympic Park |                  |                                       |                                                                               |                                                                                            |                                                                                    |
| 14/02/2010                                           | Vancouver        | 10 km sprint                          | Vincent Jay                                                                   | Emil Hegle Svendsen                                                                        | Jakov Fak                                                                          |
| 16/02/2010                                           | Vancouver        | 12,5 km achtervolging                 | Björn Ferry                                                                   | Christoph Sumann                                                                           | Vincent Jay                                                                        |
| 18/02/2010                                           | Vancouver        | 20 km individueel                     | Emil Hegle Svendsen                                                           | Ole Einar Bjørndalen Sergej Novikov                                                        |                                                                                    |
| 21/02/2010                                           | Vancouver        | 15 km massastart                      | Jevgeni Oestjoegov                                                            | Martin Fourcade                                                                            | Pavol Hurajt                                                                       |
| 26/02/2010                                           | Vancouver        | 4 x 7,5 km estafette                  | Noorwegen Halvard Hanevold Tarjei Bø Emil Hegle Svendsen Ole Einar Bjørndalen | Oostenrijk Simon Eder Daniel Mesotitsch Dominik Landertinger Christoph Sumann              | Rusland Ivan Tsjerezov Anton Sjipoelin Maksim Tsjoedov Jevgeni Oestjoegov          |
| 12/03/2010                                           | Kontiolahti      | 2 x 6 + 2 x 7,5 km gemengde estafette | Noorwegen Ann Kristin Aafedt Flatland Tora Berger Halvard Hanevold Tarjei Bø  | Duitsland Kati Wilhelm Magdalena Neuner Erik Lesser Simon Schempp                          | Italië Katja Haller Karin Oberhofer Lukas Hofer Christian De Lorenzi               |
| 13/03/2010                                           | Kontiolahti      | 10 km sprint                          | Ivan Tsjerezov                                                                | Emil Hegle Svendsen                                                                        | Martin Fourcade                                                                    |
| 14/03/2010                                           | Kontiolahti      | 12,5 km achtervolging                 | Martin Fourcade                                                               | Christian De Lorenzi                                                                       | Vincent Jay                                                                        |
| 18/03/2010                                           | Oslo             | 10 km sprint                          | Martin Fourcade                                                               | Maksim Tsjoedov                                                                            | Christoph Sumann                                                                   |
| 20/03/2010                                           | Oslo             | 12,5 km achtervolging                 | Martin Fourcade                                                               | Simon Schempp                                                                              | Ivan Tsjerezov                                                                     |
| 21/03/2010                                           | Oslo             | 15 km massastart                      | Ivan Tsjerezov                                                                | Christoph Sumann                                                                           | Emil Hegle Svendsen                                                                |
| 26/03/2010                                           | Chanty-Mansiejsk | 10 km sprint                          | Ivan Tsjerezov                                                                | Christian De Lorenzi                                                                       | Andrij Deryzemlya                                                                  |
| 27/03/2010                                           | Chanty-Mansiejsk | 15 km massastart                      | Dominik Landertinger                                                          | Arnd Peiffer                                                                               | Halvard Hanevold                                                                   |
| Wereldkampioenschappen biatlon 2010                  |                  |                                       |                                                                               |                                                                                            |                                                                                    |
| 28/03/2010                                           | Chanty-Mansiejsk | 2 x 6 + 2 x 7,5 km gemengde estafette | Duitsland Simone Hauswald Magdalena Neuner Simon Schempp Arnd Peiffer         | Noorwegen Ann Kristin Aafedt Flatland Tora Berger Emil Hegle Svendsen Ole Einar Bjørndalen | Zweden Helena Jonsson Anna Carin Olofsson-Zidek Björn Ferry Carl Johan Bergman     |

### Eindstanden wereldbeker
| Algemene wereldbeker |                      |      |        |
| #                    | Naam                 | Land | Punten |
| 1                    | Emil Hegle Svendsen  | NOR  | 828    |
| 2                    | Christoph Sumann     | AUT  | 813    |
| 3                    | Ivan Tsjerezov       | RUS  | 782    |
| 4                    | Jevgeni Oestjoegov   | RUS  | 752    |
| 5                    | Martin Fourcade      | FRA  | 719    |
| 6                    | Dominik Landertinger | AUT  | 701    |
| 7                    | Simon Fourcade       | FRA  | 655    |
| 8                    | Simon Eder           | AUT  | 653    |
| 9                    | Arnd Peiffer         | GER  | 646    |
| 10                   | Ole Einar Bjørndalen | NOR  | 593    |
| 11                   | Vincent Jay          | FRA  | 563    |
| 12                   | Daniel Mesotitsch    | AUT  | 540    |
| 13                   | Michael Greis        | GER  | 537    |
| 14                   | Tim Burke            | USA  | 525    |
| 15                   | Andreas Birnbacher   | GER  | 479    |
| 16                   | Björn Ferry          | SWE  | 472    |
| 17                   | Maksim Tsjoedov      | RUS  | 438    |
| 18                   | Tomasz Sikora        | POL  | 421    |
| 19                   | Alexander Os         | NOR  | 414    |
| 20                   | Klemen Bauer         | SLO  | 396    |

| Landenklassement |                  |        |
| #                | Land             | Punten |
| 1                | Noorwegen        | 6250   |
| 2                | Rusland          | 6161   |
| 3                | Oostenrijk       | 6107   |
| 4                | Frankrijk        | 5846   |
| 5                | Duitsland        | 5760   |
| 6                | Zweden           | 5147   |
| 7                | Oekraïne         | 5001   |
| 8                | Zwitserland      | 4868   |
| 9                | Tsjechië         | 4697   |
| 10               | Verenigde Staten | 4448   |

| Estafettes |                  |        |
| #          | Land             | Punten |
| 1          | Noorwegen        | 228    |
| 2          | Oostenrijk       | 210    |
| 3          | Rusland          | 205    |
| 4          | Frankrijk        | 195    |
| 5          | Duitsland        | 79     |
| 6          | Zweden           | 155    |
| 7          | Sovjet-Unie      | 144    |
| 8          | Verenigde Staten | 133    |
| 9          | Tsjechië         | 133    |
| 10         | Oekraïne         | 131    |

| Wereldbeker 20 km individueel |                     |      |        |
| #                             | Naam                | Land | Punten |
| 1                             | Christoph Sumann    | AUT  | 142    |
| 2                             | Emil Hegle Svendsen | NOR  | 120    |
| 3                             | Daniel Mesotitsch   | AUT  | 120    |
| 4                             | Serhij Sednev       | UKR  | 114    |
| 5                             | Pavol Hurajt        | SVK  | 111    |
| 6                             | Tomasz Sikora       | POL  | 101    |
| 7                             | Michal Šlesingr     | CZE  | 99     |
| 8                             | Martin Fourcade     | FRA  | 97     |
| 9                             | Tim Burke           | USA  | 93     |
| 10                            | Alexander Os        | NOR  | 90     |

| Wereldbeker 10 km sprint |                      |      |        |
| #                        | Naam                 | Land | Punten |
| 1                        | Emil Hegle Svendsen  | NOR  | 354    |
| 2                        | Ivan Tsjerezov       | RUS  | 344    |
| 3                        | Christoph Sumann     | AUT  | 292    |
| 4                        | Jevgeni Oestjoegov   | RUS  | 278    |
| 5                        | Dominik Landertinger | AUT  | 272    |
| 6                        | Arnd Peiffer         | GER  | 267    |
| 7                        | Ole Einar Bjørndalen | NOR  | 265    |
| 8                        | Martin Fourcade      | FRA  | 253    |
| 8                        | Simon Fourcade       | FRA  | 253    |
| 10                       | Michael Greis        | GER  | 251    |

| Wereldbeker 12,5 km achtervolging |                      |      |        |
| #                                 | Naam                 | Land | Punten |
| 1                                 | Martin Fourcade      | FRA  | 197    |
| 2                                 | Simon Eder           | AUT  | 196    |
| 3                                 | Ivan Tsjerezov       | RUS  | 189    |
| 4                                 | Jevgeni Oestjoegov   | RUS  | 184    |
| 4                                 | Dominik Landertinger | AUT  | 184    |
| 6                                 | Christoph Sumann     | AUT  | 179    |
| 7                                 | Vincent Jay          | FRA  | 174    |
| 8                                 | Emil Hegle Svendsen  | NOR  | 173    |
| 9                                 | Arnd Peiffer         | GER  | 160    |
| 10                                | Björn Ferry          | SWE  | 157    |

| Wereldbeker 15 km massastart |                      |      |        |
| #                            | Naam                 | Land | Punten |
| 1                            | Jevgeni Oestjoegov   | RUS  | 197    |
| 2                            | Emil Hegle Svendsen  | NOR  | 163    |
| 3                            | Arnd Peiffer         | GER  | 161    |
| 4                            | Christoph Sumann     | AUT  | 160    |
| 5                            | Dominik Landertinger | AUT  | 157    |
| 6                            | Ivan Tsjerezov       | RUS  | 154    |
| 7                            | Ole Einar Bjørndalen | NOR  | 152    |
| 7                            | Martin Fourcade      | FRA  | 152    |
| 9                            | Simon Fourcade       | FRA  | 141    |
| 10                           | Simon Eder           | AUT  | 137    |

## Vrouwen

### Kalender
| Datum                                                | Plaats           | Onderdeel                             | Eerste                                                                               | Tweede                                                                                     | Derde                                                                                |
| ---------------------------------------------------- | ---------------- | ------------------------------------- | ------------------------------------------------------------------------------------ | ------------------------------------------------------------------------------------------ | ------------------------------------------------------------------------------------ |
| 02/12/2009                                           | Östersund        | 15 km individueel                     | Helena Jonsson                                                                       | Anna Carin Olofsson-Zidek                                                                  | Darja Domratsjeva                                                                    |
| 05/12/2009                                           | Östersund        | 7,5 km sprint                         | Tora Berger                                                                          | Olga Medvedtseva                                                                           | Kaisa Mäkäräinen                                                                     |
| 06/12/2009                                           | Östersund        | 4 x 6 km estafette                    | Duitsland Martina Beck Andrea Henkel Simone Hauswald Kati Wilhelm                    | Rusland Svetlana Sleptsova Anna Boelygina Olga Zajtseva Olga Medvedtseva                   | Frankrijk Marie-Laure Brunet Sylvie Becaert Marie Dorin Sandrine Bailly              |
| 11/12/2009                                           | Hochfilzen       | 7,5 km sprint                         | Anna Carin Olofsson-Zidek                                                            | Helena Jonsson                                                                             | Olga Zajtseva                                                                        |
| 12/12/2009                                           | Hochfilzen       | 10 km achtervolging                   | Helena Jonsson                                                                       | Svetlana Sleptsova                                                                         | Olga Zajtseva                                                                        |
| 13/12/2009                                           | Hochfilzen       | 4 x 6 km estafette                    | Rusland Svetlana Sleptsova Anna Boelygina Jana Romanova Olga Zajtseva                | Frankrijk Marie-Laure Brunet Sylvie Becaert Marie Dorin Sandrine Bailly                    | Zweden Elisabeth Högberg Anna Carin Olofsson-Zidek Anna Maria Nilsson Helena Jonsson |
| 17/12/2009                                           | Pokljuka         | 15 km individueel                     | Helena Jonsson                                                                       | Anna Carin Olofsson-Zidek                                                                  | Anastasia Kuzmina                                                                    |
| 19/12/2009                                           | Pokljuka         | 7,5 km sprint                         | Svetlana Sleptsova                                                                   | Anna Bogali-Titovets                                                                       | Magdalena Neuner                                                                     |
| 20/12/2009                                           | Pokljuka         | 10 km achtervolging                   | Svetlana Sleptsova                                                                   | Magdalena Neuner                                                                           | Anna Bogali-Titovets                                                                 |
| 06/01/2010                                           | Oberhof          | 4 x 6 km estafette                    | Rusland Anna Bogali-Titovets Anna Boelygina Olga Medvedtseva Svetlana Sleptsova      | Duitsland Martina Beck Simone Hauswald Tina Bachmann Andrea Henkel                         | Frankrijk Marie-Laure Brunet Sylvie Becaert Marie Dorin Sandrine Bailly              |
| 08/01/2010                                           | Oberhof          | 7,5 km sprint                         | Simone Hauswald                                                                      | Helena Jonsson                                                                             | Ann Kristin Flatland                                                                 |
| 10/01/2010                                           | Oberhof          | 12,5 km massastart                    | Andrea Henkel                                                                        | Helena Jonsson                                                                             | Tora Berger                                                                          |
| 13/01/2010                                           | Ruhpolding       | 7,5 km sprint                         | Anna Carin Olofsson-Zidek                                                            | Olga Medvedtseva                                                                           | Magdalena Neuner                                                                     |
| 15/01/2010                                           | Ruhpolding       | 4 x 6 km estafette                    | Zweden Elisabeth Högberg Anna Carin Olofsson-Zidek Anna Maria Nilsson Helena Jonsson | Rusland Jana Romanova Anna Boelygina Olga Medvedtseva Olga Zajtseva                        | Noorwegen Liv-Kjersti Eikeland Ann Kristin Flatland Solveig Rogstad Tora Berger      |
| 16/01/2010                                           | Ruhpolding       | 12,5 km massastart                    | Helena Jonsson                                                                       | Simone Hauswald                                                                            | Magdalena Neuner                                                                     |
| 20/01/2010                                           | Antholz          | 15 km individueel                     | Magdalena Neuner                                                                     | Kati Wilhelm                                                                               | Andrea Henkel                                                                        |
| 22/01/2010                                           | Antholz          | 7,5 km sprint                         | Magdalena Neuner                                                                     | Andrea Henkel                                                                              | Sandrine Bailly                                                                      |
| 24/01/2010                                           | Antholz          | 10 km achtervolging                   | Andrea Henkel                                                                        | Magdalena Neuner                                                                           | Ann Kristin Flatland                                                                 |
| Olympische Winterspelen 2010 - Whistler Olympic Park |                  |                                       |                                                                                      |                                                                                            |                                                                                      |
| 13/02/2010                                           | Vancouver        | 7,5 km sprint                         | Anastasiya Kuzmina                                                                   | Magdalena Neuner                                                                           | Marie Dorin                                                                          |
| 16/02/2010                                           | Vancouver        | 10 km achtervolging                   | Magdalena Neuner                                                                     | Anastasiya Kuzmina                                                                         | Marie-Laure Brunet                                                                   |
| 18/02/2010                                           | Vancouver        | 15 km individueel                     | Tora Berger                                                                          | Jelena Chroestaleva                                                                        | Darja Domratsjeva                                                                    |
| 21/02/2010                                           | Vancouver        | 12,5 km massastart                    | Magdalena Neuner                                                                     | Olga Zajtseva                                                                              | Simone Hauswald                                                                      |
| 23/02/2010                                           | Vancouver        | 4 x 6 km estafette                    | Rusland Svetlana Sleptsova Anna Bogali-Titovets Olga Medvedtseva Olga Zajtseva       | Frankrijk Marie-Laure Brunet Sylvie Becaert Marie Dorin Sandrine Bailly                    | Duitsland Kati Wilhelm Simone Hauswald Martina Beck Andrea Henkel                    |
| 12/03/2010                                           | Kontiolahti      | 2 x 6 + 2 x 7,5 km gemengde estafette | Noorwegen Ann Kristin Aafedt Flatland Tora Berger Halvard Hanevold Tarjei Bø         | Duitsland Kati Wilhelm Magdalena Neuner Erik Lesser Simon Schempp                          | Italië Katja Haller Karin Oberhofer Lukas Hofer Christian De Lorenzi                 |
| 13/03/2010                                           | Kontiolahti      | 7,5 km sprint                         | Darja Domratsjeva                                                                    | Olga Zajtseva                                                                              | Kati Wilhelm                                                                         |
| 14/03/2010                                           | Kontiolahti      | 10 km achtervolging                   | Darja Domratsjeva                                                                    | Magdalena Neuner                                                                           | Simone Hauswald                                                                      |
| 18/03/2010                                           | Oslo             | 7,5 km sprint                         | Simone Hauswald                                                                      | Darja Domratsjeva                                                                          | Anna Carin Olofsson-Zidek                                                            |
| 20/03/2010                                           | Oslo             | 10 km achtervolging                   | Simone Hauswald                                                                      | Darja Domratsjeva                                                                          | Anna Carin Olofsson-Zidek                                                            |
| 21/03/2010                                           | Oslo             | 12,5 km massastart                    | Simone Hauswald                                                                      | Vita Semerenko                                                                             | Magdalena Neuner                                                                     |
| 25/03/2010                                           | Chanty-Mansiejsk | 7,5 km sprint                         | Jana Romanova                                                                        | Marie-Laure Brunet                                                                         | Helena Jonsson                                                                       |
| 27/03/2010                                           | Chanty-Mansiejsk | 12,5 km massastart                    | Magdalena Neuner                                                                     | Sandrine Bailly                                                                            | Anastasiya Kuzmina                                                                   |
| Wereldkampioenschappen biatlon 2010                  |                  |                                       |                                                                                      |                                                                                            |                                                                                      |
| 28/03/2010                                           | Chanty-Mansiejsk | 2 x 6 + 2 x 7,5 km gemengde estafette | Duitsland Simone Hauswald Magdalena Neuner Simon Schempp Arnd Peiffer                | Noorwegen Ann Kristin Aafedt Flatland Tora Berger Emil Hegle Svendsen Ole Einar Bjørndalen | Zweden Helena Jonsson Anna Carin Olofsson-Zidek Björn Ferry Carl Johan Bergman       |

### Eindstanden wereldbeker
| Algemene wereldbeker |                           |      |        |
| #                    | Naam                      | Land | Punten |
| 1                    | Magdalena Neuner          | GER  | 933    |
| 2                    | Simone Hauswald           | GER  | 854    |
| 3                    | Helena Jonsson            | SWE  | 813    |
| 4                    | Andrea Henkel             | GER  | 781    |
| 5                    | Anna Carin Olofsson-Zidek | SWE  | 775    |
| 6                    | Darja Domratsjeva         | BLR  | 770    |
| 7                    | Kati Wilhelm              | GER  | 733    |
| 8                    | Olga Zajtseva             | RUS  | 719    |
| 9                    | Marie-Laure Brunet        | FRA  | 682    |
| 10                   | Teja Gregorin             | SLO  | 588    |
| 11                   | Svetlana Sleptsova        | RUS  | 572    |
| 12                   | Tora Berger               | NOR  | 564    |
| 13                   | Olga Medvedtseva          | RUS  | 542    |
| 14                   | Valj Semerenko            | UKR  | 538    |
| 15                   | Anna Boelygina            | RUS  | 499    |
| 16                   | Sandrine Bailly           | FRA  | 492    |
| 16                   | Marie Dorin               | FRA  | 492    |
| 18                   | Martina Beck              | GER  | 462    |
| 19                   | Vita Semerenko            | UKR  | 453    |
| 20                   | Anastasiya Kuzmina        | SVK  | 443    |

| Landenklassement |             |        |
| #                | Land        | Punten |
| 1                | Duitsland   | 6309   |
| 2                | Rusland     | 6290   |
| 3                | Frankrijk   | 5834   |
| 4                | Zweden      | 5829   |
| 5                | Oekraïne    | 5456   |
| 6                | Wit-Rusland | 5201   |
| 7                | Noorwegen   | 5114   |
| 8                | Slovenië    | 4777   |
| 9                | Polen       | 4751   |
| 10               | Kazachstan  | 4083   |

| Estafettes |             |        |
| #          | Land        | Punten |
| 1          | Rusland     | 234    |
| 2          | Duitsland   | 205    |
| 3          | Frankrijk   | 204    |
| 4          | Zweden      | 191    |
| 5          | Noorwegen   | 165    |
| 6          | Oekraïne    | 151    |
| 7          | China       | 150    |
| 8          | Wit-Rusland | 138    |
| 9          | Polen       | 135    |
| 10         | Slovenië    | 135    |

| Wereldbeker 15 km individueel |                           |      |        |
| #                             | Naam                      | Land | Punten |
| 1                             | Anna Carin Olofsson-Zidek | SWE  | 132    |
| 2                             | Andrea Henkel             | GER  | 126    |
| 3                             | Kati Wilhelm              | GER  | 121    |
| 3                             | Darja Domratsjeva         | BLR  | 121    |
| 5                             | Helena Jonsson            | SWE  | 120    |
| 6                             | Magdalena Neuner          | GER  | 114    |
| 7                             | Oksana Chvostenko         | UKR  | 103    |
| 8                             | Valj Semerenko            | UKR  | 102    |
| 9                             | Marie-Laure Brunet        | FRA  | 95     |
| 10                            | Jana Romanova             | RUS  | 90     |

| Wereldbeker 7,5 km sprint |                           |      |        |
| #                         | Naam                      | Land | Punten |
| 1                         | Simone Hauswald           | GER  | 354    |
| 2                         | Magdalena Neuner          | GER  | 334    |
| 3                         | Helena Jonsson            | SWE  | 332    |
| 4                         | Anna Carin Olofsson-Zidek | SWE  | 326    |
| 5                         | Kati Wilhelm              | GER  | 303    |
| 6                         | Darja Domratsjeva         | BLR  | 283    |
| 7                         | Olga Zajtseva             | RUS  | 281    |
| 8                         | Marie-Laure Brunet        | FRA  | 267    |
| 9                         | Olga Medvedtseva          | RUS  | 262    |
| 10                        | Svetlana Sleptsova        | RUS  | 256    |

| Wereldbeker 10 km achtervolging |                           |      |        |
| #                               | Naam                      | Land | Punten |
| 1                               | Magdalena Neuner          | GER  | 256    |
| 2                               | Simone Hauswald           | GER  | 217    |
| 3                               | Olga Zajtseva             | RUS  | 207    |
| 4                               | Darja Domratsjeva         | BLR  | 199    |
| 5                               | Andrea Henkel             | GER  | 194    |
| 6                               | Anna Carin Olofsson-Zidek | SWE  | 187    |
| 7                               | Helena Jonsson            | SWE  | 182    |
| 8                               | Svetlana Sleptsova        | RUS  | 180    |
| 9                               | Teja Gregorin             | SLO  | 159    |
| 10                              | Marie-Laure Brunet        | FRA  | 152    |

| Wereldbeker 12,5 km massastart |                   |      |        |
| #                              | Naam              | Land | Punten |
| 1                              | Magdalena Neuner  | GER  | 216    |
| 2                              | Simone Hauswald   | GER  | 198    |
| 3                              | Andrea Henkel     | GER  | 169    |
| 4                              | Helena Jonsson    | SWE  | 166    |
| 5                              | Olga Zajtseva     | RUS  | 154    |
| 6                              | Sandrine Bailly   | FRA  | 143    |
| 7                              | Darja Domratsjeva | BLR  | 140    |
| 7                              | Kati Wilhelm      | GER  | 140    |
| 9                              | Tora Berger       | NOR  | 139    |
| 10                             | Martina Beck      | SLO  | 134    |

## Gemengd

### Kalender
| Datum                               | Plaats          | Onderdeel                                | Eerste                                                                | Tweede                                                                              | Derde                                                                          |
| ----------------------------------- | --------------- | ---------------------------------------- | --------------------------------------------------------------------- | ----------------------------------------------------------------------------------- | ------------------------------------------------------------------------------ |
| 12/03/2010                          | Kontiolahti     | 2 x 6 km + 2 x 7,5 km gemengde estafette | Noorwegen Ann Kristin Flatland Tora Berger Halvard Hanevold Tarjei Bø | Duitsland Kati Wilhelm Magdalena Neuner Erik Lesser Simon Schempp                   | Italië Katja Haller Karin Oberhofer Lukas Hofer Christian De Lorenzi           |
| Wereldkampioenschappen biatlon 2010 |                 |                                          |                                                                       |                                                                                     |                                                                                |
| 28/03/2010                          | Chanty-Mansijsk | 2 x 6 km + 2 x 7,5 km gemengde estafette | Duitsland Simone Hauswald Magdalena Neuner Simon Schempp Arnd Peiffer | Noorwegen Ann Kristin Flatland Tora Berger Emil Hegle Svendsen Ole Einar Bjørndalen | Zweden Helena Jonsson Anna Carin Olofsson-Zidek Björn Ferry Carl Johan Bergman |

1977/1978 · 
1978/1979 · 
1979/1980 · 
1980/1981 · 
1981/1982 · 
1982/1983 · 
1983/1984 · 
1984/1985 · 
1985/1986 · 
1986/1987 · 
1987/1988 · 
1988/1989 · 
1989/1990 · 
1990/1991 · 
1991/1992 · 
1992/1993 · 
1993/1994 · 
1994/1995 · 
1995/1996 · 
1996/1997 · 
1997/1998 · 
1998/1999 · 
1999/2000 · 
2000/2001 · 
2001/2002 · 
2002/2003 · 
2003/2004 · 
2004/2005 · 
2005/2006 · 
2006/2007 · 
2007/2008 · 
2008/2009 ·
2009/2010 ·
2010/2011 ·
2011/2012 ·
2012/2013 ·
2013/2014 ·
2014/2015 ·
2015/2016 ·
2016/2017 ·
2017/2018 ·
2018/2019 ·
2019/2020 ·
2020/2021 ·
2021/2022 ·
2022/2023 ·
2023/2024 ·
2024/2025
Alpineskiën ·
Biatlon ·
Bobsleeën ·
Freestyleskiën ·
Langlaufen ·
Noordse combinatie ·
Rodelen ·
Schaatsen (junioren) ·
Schansspringen ·
Shorttrack ·
Skeleton ·
Snowboarden